# Quadrula rumphiana
Quadrula rumphiana – gatunek małża z rodziny skójkowatych (Unionidae), zagrożonego wyginięciem.

## Występowanie
Wody słodkie USA.